# Matthew Margeson
Matthew „Matt“ Margeson (* 9. Juni 1980 in Brick, New Jersey) ist ein US-amerikanischer Komponist.

## Leben
Matthew Margeson gehört zu den jüngsten Komponisten von „Remote Control Productions“. Bei RCP ist Margeson als Assistent, Co-Composer und für die additional Arrangements tätig. Seine erste Filmmusik schrieb er zu dem Science-Fiction-Film Skyline (2010). Zuvor war er ab 2005 Kompositionsassistent und Musikarrangeur. Außer für Skyline komponierte er die Musiken für Transformers Prime (21 Folgen, 2011), Kissing Strangers (2010) und Burning Palms.

## Filmografie (Auswahl)
- 2004: Catwoman (Assistant)
- 2004: Die Nibelungen (Assistant)
- 2005: Constantine (Assistant)
- 2006: Ultraviolet (Synth Programmer)
- 2006: Urmel Aus Dem Eis (Additional Arrangements)
- 2007: My Winter Storm (Production Coordinator)
- 2008: Urmel voll in Fahrt (Additional Music)
- 2008: Beverly Hills Chihuahua (Synth Programmer)
- 2009: Illuminati (Angels & Demons, Synth Programmer)
- 2009: Transformers – Die Rache (Transformers: Revenge of the Fallen, Additional Music)
- 2009: Henri 4 (Additional Arrangements)
- 2009: Monsters vs. Aliens (Arranger)
- 2010: Skyline
- 2010: Prince of Persia: Der Sand der Zeit (Prince Of Persia – The Sands Of Time, Additional Arrangements)
- 2010: The Expendables (Additional Music Arranger, Orchestrator)
- 2010: Kick-Ass (Additional Arrangements)
- 2011: Pirates of the Caribbean – Fremde Gezeiten (Pirates Of The Caribbean – On Stranger Tides, Additional Music)
- 2011: Der letzte Tempelritter (Season Of The Witch, Additional Music)
- 2011: World Invasion: Battle Los Angeles (Battle Los Angeles, Additional Music Arranger)
- 2011: X-Men: Erste Entscheidung (X-Men – First Class, Additional Music)
- 2011: Der gestiefelte Kater (Puss In Boots, Additional Music)
- 2011: Sherlock Holmes: Spiel im Schatten (Sherlock Holmes – A Game Of Shadows, Additional Arrangements)
- 2012: Ein riskanter Plan (Man On A Ledge, Additional Music)
- 2012: Abraham Lincoln Vampirjäger (Abraham Lincoln: Vampire Hunter, Additional Music)
- 2012: Ralph reichts (Wreck-It Ralph, Additional Music Arranger, Additional Music)
- 2013: G.I. Joe – Die Abrechnung (G.I. Joe – Retaliation, Additional Music)
- 2013: Kick-Ass 2
- 2014: Kingsman: The Secret Service
- 2015: Scouts vs. Zombies – Handbuch zur Zombie-Apokalypse (Scouts Guide to the Zombie Apocalypse)
- 2016: Eddie the Eagle – Alles ist möglich (Eddie the Eagle)
- 2016: Die Insel der besonderen Kinder (Miss Peregrine’s Home for Peculiar Children)
- 2017: Rings
- 2017: Kingsman: The Golden Circle
- 2018: Wahrheit oder Pflicht (Truth or Dare)
- 2019: Buffaloed
- 2019: Rocketman
- 2020: A Babysitter’s Guide to Monster Hunting
- 2021: The King’s Man: The Beginning (The King’s Man)
- 2022: Lyle – Mein Freund, das Krokodil (Lyle, Lyle, Crocodile)
- 2023: Star Wars: Die Abenteuer der jungen Jedi (Star Wars: Young Jedi Adventures) (Fernsehserie)